# Oleňovo
Oleňovo (ukrajinsky Оленьово, maďarsky Szarvaskút) je obec ve vesnické komunitě Poljana v Mukačevském okrese Zakarpatské oblasti Ukrajiny.
Oleňovo je místem objevů různých minerálů, jako je baryt, kalcit, rumělka a metacinnabarit, idrialin a křemen. Oleňovo je typovou lokalitou pro minerál karpatit.

## Historie
Obec byla založena na přelomu 15. a 16. století.Do roku 1918 byla součástí Uherska (byla vedena pod názvem Olenyova, později pod názvem Szarvaskút). Za první československé republiky byla vedena pod názvem Oleňova.

## Osobnosti
- Juraj Bílej (1904–1945), československý policejní a armádní důstojník